# Понтольо
Понто̀льо (на италиански: Pontoglio, на източноломбардски: Pontòi, Понтой) е градче и община в Северна Италия, провинция Бреша, регион Ломбардия. Разположено е на 155 m надморска височина. Населението на общината е 6971 души (към 2013 г.).